# Maéva El Aroussi
 (avril 2019).
Si vous disposez d'ouvrages ou d'articles de référence ou si vous connaissez des sites web de qualité traitant du thème abordé ici, merci de compléter l'article en donnant les références utiles à sa vérifiabilité et en les liant à la section « Notes et références ».
Maéva El Aroussi, née le 18 juillet 1997 à Paris, est une actrice française.

## Biographie
Dès son plus jeune âge, Maéva est encouragée par son beau-père à faire du théâtre. Elle y prend goût et commence sa carrière d'actrice en 2015. Lors d'un essai pour la série télévisée Pep's, elle rencontre Julie Artero qui deviendra son agent.
Elle enchaîne les rôles, dans les séries télévisées comme Les Mystères de l’amour, et finit par décrocher le rôle d'Inès dans la série Un si grand soleil sur France 2.
En parallèle elle obtient sa licence en information et communication.
En mai 2021, elle décroche son premier rôle au cinéma dans le film Ténor, dont le réalisateur est Claude Zidi Jr., fils de Claude Zidi. Second rôle féminin du film, elle collabore avec MB14 et Michèle Laroque. Le film sort en salle le 4 mai 2022.

## Filmographie

### Cinéma
Longs métrages
- 2019 : Andy de Julien Weil
- 2022 : Ténor de Claude Zidi Jr. : Samia
- 2025 : K.O de Antoine Blossier : Fatou

Courts métrages
- 2022 : Championne de Déborah Lukumuena

### Télévision

#### Séries télévisées
- 2015 - 2018 : Les Mystères de l'amour : Gwen Watson[2]
- 2015 : La Famille Millevoie : Justine
- 2016 : Plus belle la vie : la fille du juge Senghor
- 2018 - 2023 : Un si grand soleil : Inès Legrand
- 2019 : Tropiques criminels : Jade Fidelin (saison 1, épisode 4)
- 2024 : Générations Carbone : JuJu Beauté (saison 1, épisode 1)
- 2025 : À l'instinct : Rose Larivière (épisode 3)

#### Téléfilms
- 2023 : Meurtres en Bearn de Delphine Lemoine : Wannie
- 2024 : La Fulgurée de Didier Bivel : Nani Diallo

### Web séries
- 2020 : Let's go Lumni (animatrice)